# Bandeira de Cabo Verde

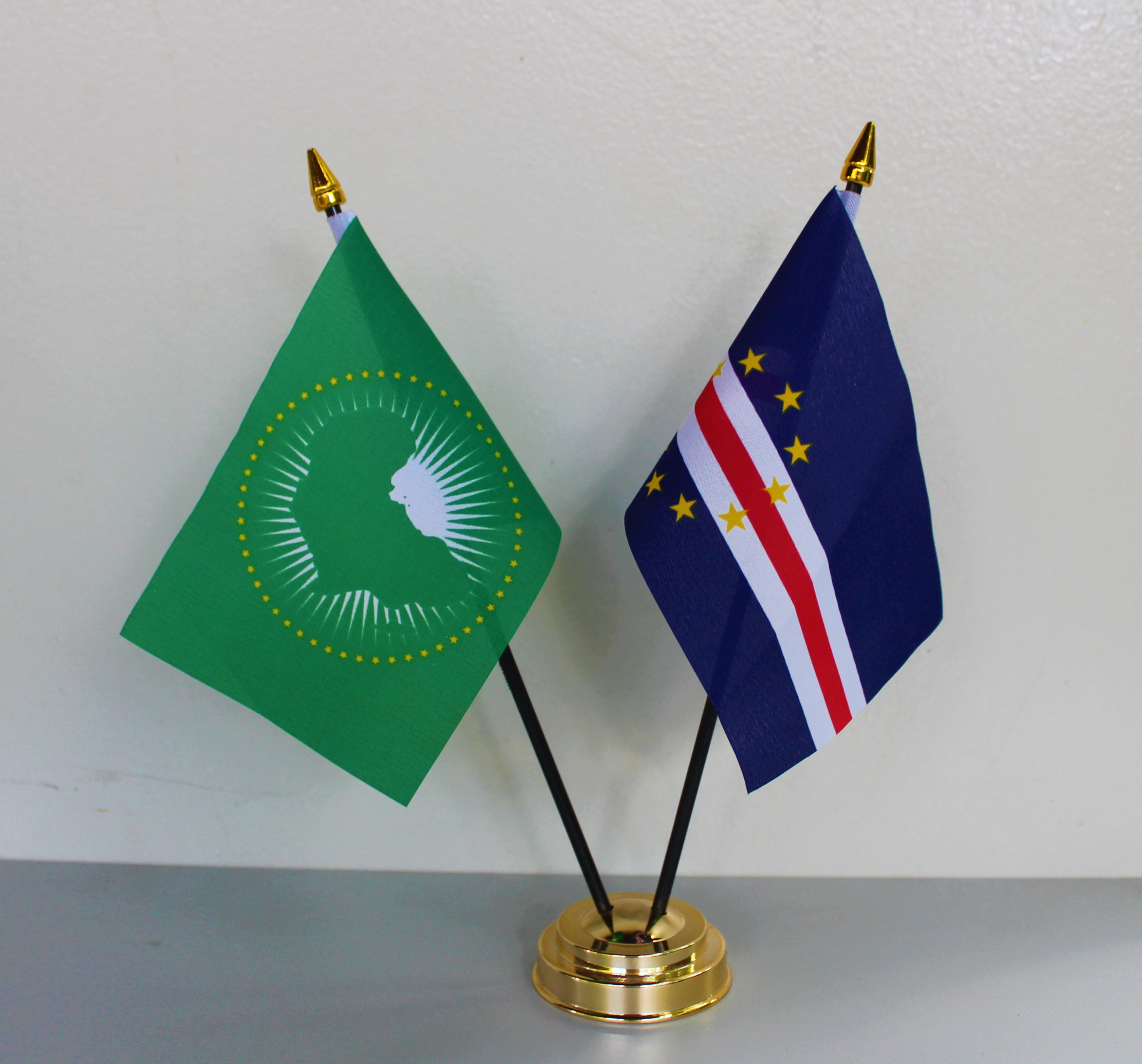
Em modelo de mesa com a da Bandeira da União Africana.

A bandeira de Cabo Verde é um retângulo com proporções 2:3, dividido horizontalmente em 5 faixas (duas em azul, duas em branco e uma em vermelho) e dez estrelas amarelas dispostas em círculo. A bandeira foi oficialmente adotada a 13 de Janeiro de 1992, após a revisão constitucional que criou o sistema multipartidário em Cabo Verde.
Foi desenhada pelo arquiteto Pedro Gregório Lopes.

## Descrição geométrica
A bandeira é composta por um retângulo de proporções 2 de altura por 3 de largura. A metade superior e o quarto inferior são retângulos azuis. O quarto restante é dividido horizontalmente em 3 faixas de igual altura, sendo brancas as 2 exteriores, e vermelha a central. Sobre estas faixas, estão sobrepostas dez estrelas amarelas dispostas em círculo, estando o centro do círculo sobre a mediana horizontal da faixa vermelha, à mesma distância do bordo esquerdo da bandeira (ou seja, do mastro) que do bordo inferior. O diâmetro do círculo é de metade da altura da bandeira.
A constituição não indica o tamanho das estrelas, mas o Manual de Normas Gráficas do Governo representa-as com uma altura de 1/12 da altura da bandeira, correspondente à largura das faixas vermelha e brancas. Esta dimensão permite que as estrelas caibam inteiramente nas faixas brancas, sem intersecções com as outras formas, o que facilita a representação monocromática da bandeira e reduz a sua complexidade visual. No entanto, esse posicionamento implica que a distribuição das estrelas pelo círculo que formam não seja perfeitamente regular. Sendo que a constituição não define esse critério, tal ajuste é compatível com a definição constitucional da bandeira.

### Proporções
A Constituição da República não especifica quais é que são as proporções oficiais para a altura e para a largura da bandeira. As dimensões das diversas partes que compõem a bandeira são dadas proporcionalmente às dimensões dos lados, sem especificar essas dimensões. No entanto, a proporção mais usada é a de 2:3, que é a mesma proporção que era usada na bandeira anterior a 1992. Consequentemente, a proporção de 2:3 é a proporção de facto (mas não de jure).

### Tonalidades
A Constituição também não especifica quais é que são as tonalidades oficiais para as cores da bandeira. No entanto, as tonalidades mais usadas são as cores primárias segundo o sistema RYB:
| Cor      | Trip. Hex. | RGB           | CMYK               | HSV            |
| -------- | ---------- | ------------- | ------------------ | -------------- |
| Azul     | #0000FF    | 0, 0, 255     | 100%, 100%, 0%, 0% | 240, 100, 100% |
| Branco   | #FFFFFF    | 255, 255, 255 | 0%, 0%, 0%, 0%     | 0, 0, 100%     |
| Vermelho | #FF0000    | 255, 0, 0     | 0%, 100%, 100%, 0% | 0, 100, 100%   |
| Amarelo  | #FFFF00    | 255, 255, 0   | 0%, 0%, 100%, 0%   | 60, 100, 100%  |

Consequentemente, essas tonalidades são as tonalidades de facto (mas não de jure).

## Simbolismo
O rectângulo azul da bandeira simboliza o mar e o céu que envolvem as ilhas. As faixas, o caminho da construção do país, sendo o branco, a paz que se quer (e se tem conseguido, sendo Cabo Verde um dos países mais pacíficos e uma das democracias mais estáveis da África) e o vermelho, o esforço e a luta. Por último, as estrelas representam as dez ilhas que compõem o arquipélago.

## História

Bandeira anterior (1975-1992)

A bandeira anterior de Cabo Verde foi adotada pelo PAIGC durante a luta de independência. Após a mesma, tornou-se a bandeira oficial de Cabo Verde. Porém, quando em 1991 houve uma reforma constitucional para instaurar o multipartidarismo, foram criados novos símbolos nacionais, com o argumento que os antigos se identificavam demasiado com o PAIGC/PAICV, que esteve no poder até essa altura em regime de partido único, por forma a melhor retratar a natureza da reforma.

### Crítica
Na altura da mudança da bandeira e dos outros símbolos nacionais, muitos foram os que argumentaram que a mudança se tratava puramente de uma forma de afirmação do partido que ganhara as primeiras eleições multipartidárias, o MpD. Outros argumentos se prenderam com o facto de a bandeira denotar um certo antiafricanismo ao retirar o protagonismo das cores típicas das bandeiras africanas (vermelho, verde e amarelo) e assumir um visual bastante semelhante à bandeira da União Europeia. Um fator a levar em conta é que os cabo-verdianos se apegaram rapidamente aos símbolos que significaram a sua independência, pelo que a troca teve um impacto considerável nos que viveram a época da libertação colonial.

## Descrição oficial
A Bandeira Nacional é constituída por cinco retângulos dispostos no sentido do comprimento e sobrepostos.
1. Os retângulos superior e inferior são de cor azul, ocupando o superior uma superfície igual a metade da bandeira e o inferior um quarto.
2. Separando os dois retângulos azuis, existem três faixas, cada uma com a superfície igual a um duodécimo da área da Bandeira.
3. As faixas adjacentes aos retângulos azuis são de cor branca e a que fica entre estas é de cor vermelha.
4. Sobre os cinco retângulos, dez estrelas amarelas de cinco pontas, com o vértice superior na posição dos noventa graus, definem um círculo cujo centro se situa na intersecção da mediana do segundo quarto vertical a contar da esquerda com a mediana do segundo quarto horizontal a contar do bordo inferior. A estrela mais próxima deste bordo está inscrita numa circunferência invisível cujo centro fica sobre a mediana da faixa azul inferior.